# Horisme suppressaria
Horisme suppressaria là một loài bướm đêm trong họ Geometridae.